# Formation (geologi)
 For alternative betydninger, se Formation. (Se også artikler, som begynder med Formation)
En geologisk formation er den grundlæggende enhed i stratigrafi. En formation består af et antal strata, der har sammenlignelig litologi, facies eller andre lignende egenskaber. Formationer er ikke defineret på tykkelsen af strata de består af. Tykkelsen på forskellige formationer kan derfor variere meget, fra mindre end en meter til flere kilometer.

## Hierarki
- Supergruppe[1]. – fx Eleonore Bay Supergruppen.
- Gruppe – fx Skærumhede Gruppen.
- Formation – fx Alun Skifer Formationen.
- Led ((engelsk): member) – fx Broens Odde Leddet.
- Lag ((engelsk): bed) – fx Nr. Lyngby Laget.